# Dachuan Airport
Dachuan Airport är en flygplats i Kina. Den ligger i provinsen Sichuan, i den sydvästra delen av landet, omkring 330 kilometer öster om provinshuvudstaden Chengdu.
Runt Dachuan Airport är det tätbefolkat, med 511 invånare per kvadratkilometer. Närmaste större samhälle är Dazhou, 9,3 km söder om Dachuan Airport. I omgivningarna runt Dachuan Airport växer i huvudsak blandskog.
Genomsnittlig årsnederbörd är 1 751 millimeter. Den regnigaste månaden är september, med i genomsnitt 350 mm nederbörd, och den torraste är december, med 13 mm nederbörd.